# Aer Arann
A Aer Arann é uma companhia aérea regional da República da Irlanda, com sua base de operações em Dublin. Realiza voos regulares, e seus voos fretados têm como destino a Irlanda, Reino Unido e França.

## Frota

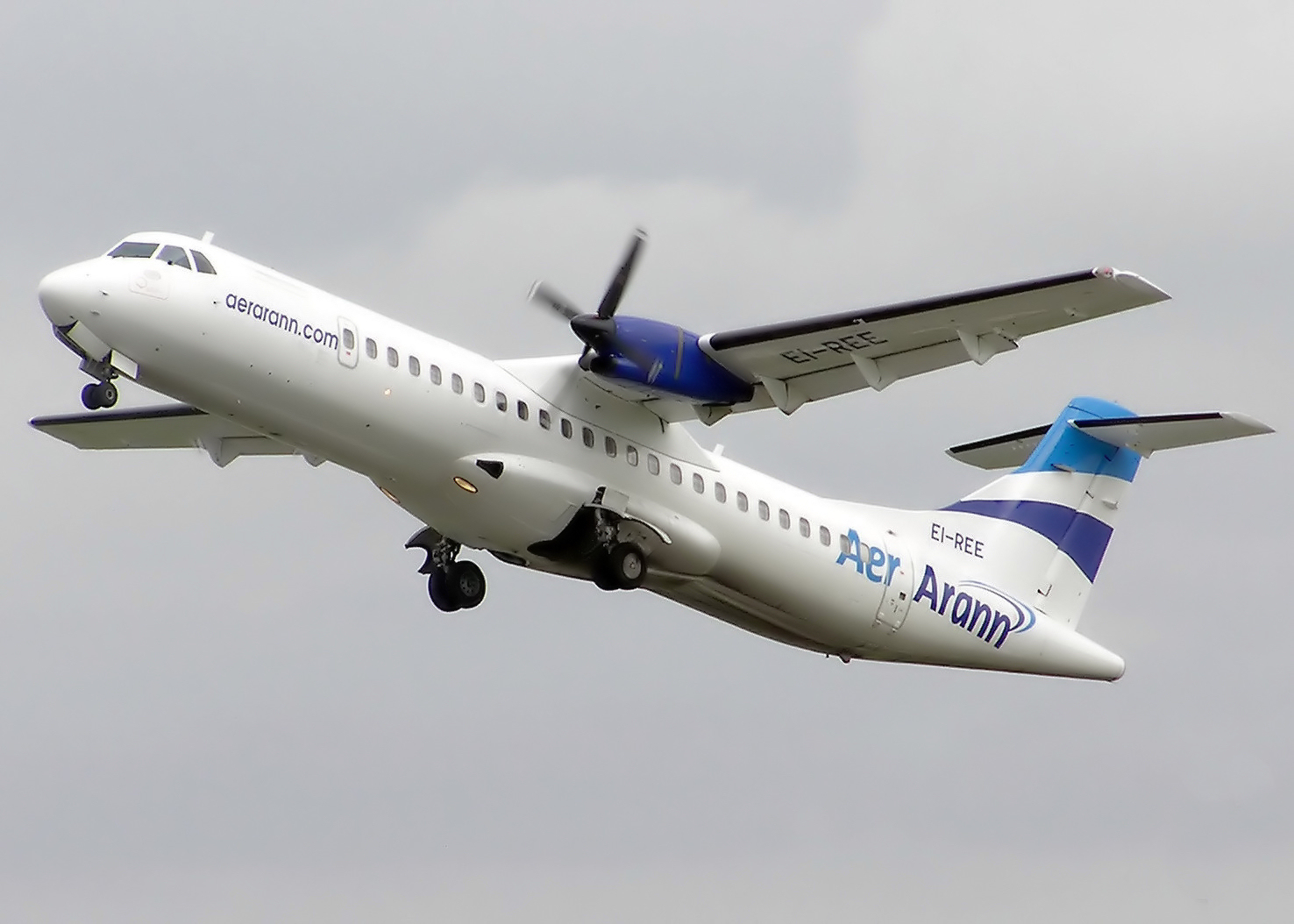
ATR-72 da Aer Arann.

Em março de 2014.
- 3 ATR 42
- 11 ATR 72